# باد أوسبورن
باد أوسبورن (بالإنجليزية: Bud Osborne)‏ هو ممثل أمريكي، ولد في 20 يوليو 1884 في مقاطعة نوكس في الولايات المتحدة، وتوفي في 2 فبراير 1964 في هوليوود في الولايات المتحدة بسبب نوبة قلبية.

## أعمال

### أفلام
- (1935) نداء البرية
- (1936) السيد ديدز يذهب إلى المدينة
- (1955) عروس الوحش

## وصلات خارجية
- باد أوسبورن على موقع IMDb (الإنجليزية)
- باد أوسبورن على موقع قاعدة بيانات الفيلم (الإنجليزية)